# Antonio Fortunic
José Antonio Fortunic Oliveira (Lima, 1 de julio de 1962) es un escritor y director de cine peruano. 

## Biografía
Fortunic nació el 1 de julio de 1962 en la ciudad de Lima. Es hijo de Antonio Fortunic Biasevich y de Pilar Oliveira de Fortunic. Cursó sus estudios primarios y secundarios en el Colegio Peruano Británico de su ciudad natal.  
Estudió la carrera de arquitectura en la Universidad Ricardo Palma y, luego de graduarse, ganó una beca de la Fundación Fulbright que le permitió hacer estudios de dirección de Cine en Southern Illinois University (SIU) y en el School of Continuing Education de New York University (NYU).
Al regresar a Lima a principios de la década de los 90 Fortunic filmó el mediometraje Anastasha (1994), considerado por el crítico Gustavo Buntinx como “una cuasi obra maestra y ópera prima para cierto pos-modernismo en el Perú”.
Fue también gracias a Anastasha que la Agencia Española de Cooperación Internacional le otorgó una beca para ir a hacer prácticas profesionales a Madrid. Actualmente, Anastasha está considerada como una película de culto, se la estudia en las universidades y se escriben tesis de maestría sobre ella.
Adicionalmente, Fortunic ha dirigido el largometraje Un marciano llamado deseo (2003), protagonizado por el actor Christian Meier.
A partir de la segunda década del siglo XXI Fortunic focalizó su carrera en la creación literaria. Ha escrito los libros de cuentos Criaturas exquisitas (2016), Mi Dios (2021) y Transgresiones peruanas (2023). Adicionalmente, sus cuentos han sido incluidos en las antologías Lo mejor de arena, de editorial Altazor; y El acento en la diferencia, una publicación de la editorial Campo Letrado que recibió el premio de estímulos editoriales del Ministerio de Cultura del Perú.
Fortunic define su poética literaria como “la voz del ELLO”, pues afirma que utiliza su escritura como un medio para “sosegar sus pulsiones y aplacar sus neurosis”. De ahí que no le interese la autoficción, pues considera que en ese formato quienes dictan el texto son el YO o el SÚPER YO. Es por eso también que ha optado por ser un cuentista. “El cuento es el género ideal para que afloren esos zarpazos que son las pulsiones”, afirma. “Y el estilo es otra camisa de fuerza de la que debemos escapar, pues es muy importante permitir que la pulsión encuentre por sí misma la mejor forma de ser narrada”.
Debido a su exploración de la sexualidad y del inconsciente, los textos de Fortunic han despertado el interés de la Sociedad Peruana de Psicoanálisis (SPP), en donde es invitado a dictar charlas sobre su creación literaria y también cursos de Apreciación Cinematográfica.
Adicionalmente, Antonio Fortunic es un referente importante para la comunidad LGTB+ peruana. Pues tanto en su mediometraje Anastasha como en muchos de sus cuentos les da voz a miembros de esta comunidad y detalla la compleja relación que tienen con una sociedad tan conservadora como la peruana.El mismo Fortunic describe su libro Transgresiones peruanas como “una reflexión sobre la condición humana en una sociedad tan cerrada y pacata como la nuestra”.
Desde el 2010 Fortunic imparte El arte de ver cine, un conjunto de cursos de Apreciación Cinematográfica, tanto presenciales, en el Museo de Arte de Lima, como por Zoom, dirigidos a instituciones y diversos grupos de personas. 

## Filmografía
- Anastasha (1994)[14]
- Un marciano llamado deseo (2003)[15][16][17]

## Libros de cuentos
- Criaturas exquisitas (2016).[18]

- Mi Dios (2021).[19]

- Transgresiones peruanas (2023).[20]

## Antologías de cuentos
- Lo mejor de arena (Altazor, 2018).[21]
- El acento en la diferencia (Campo Letrado, 2022).[22][23][24]

## Libros en coautoría
- Anastasha, 30 años de una película de culto, con Javier Ponce y Laura Batticani.

## Novela corta
- Como Dios manda (2017).